# ノウゴウイチゴ
ノウゴウイチゴ（能郷苺、学名: Fragaria iinumae Makino）は、バラ科オランダイチゴ属に分類される多年草の1種。別名、ノウゴイチゴ。高山植物。

## 特徴
茎は肥厚した根茎から匍匐枝を長く伸ばして繁殖し、地を這う。葉は3出複葉で根生し、長い葉柄をもった3小葉からなる。小葉は倒卵形で長さ15 - 30ミリメートル (mm) 、縁にはあらい鋸歯があり、裏面は粉白色を帯びる。頂小葉は広倒卵形。葉裏、葉柄、花茎に伏毛がある。
花期は5 - 7月。細い花茎を10センチメートル (cm) ほど伸ばして、先端に数個の花をつける。花は白色で径10 - 25 mm、幅が狭い花弁は7 - 8個で、萼片も7 - 8個になる。雄蕊は黄色で長さ2 mmになる。果実（果床）は7 - 8月に、花後の花托が肥大した集合果となって径8 mmの卵形になり、赤熟し、食用になる。

## 分布と生育環境
サハリンと日本に分布する。基準標本は、日本中北部の高山のもの。
日本では、北海道および本州の北部から伯耆大山にかけた日本海側に分布し、高山から亜高山の湿り気のある日当たりのよい草地や礫地に生育する。和名の由来は、江戸時代の医家で本草学者の飯沼慾斎が『草木図説』において、岐阜県本巣市の能郷白山に生育することを記したことから名付けられた。

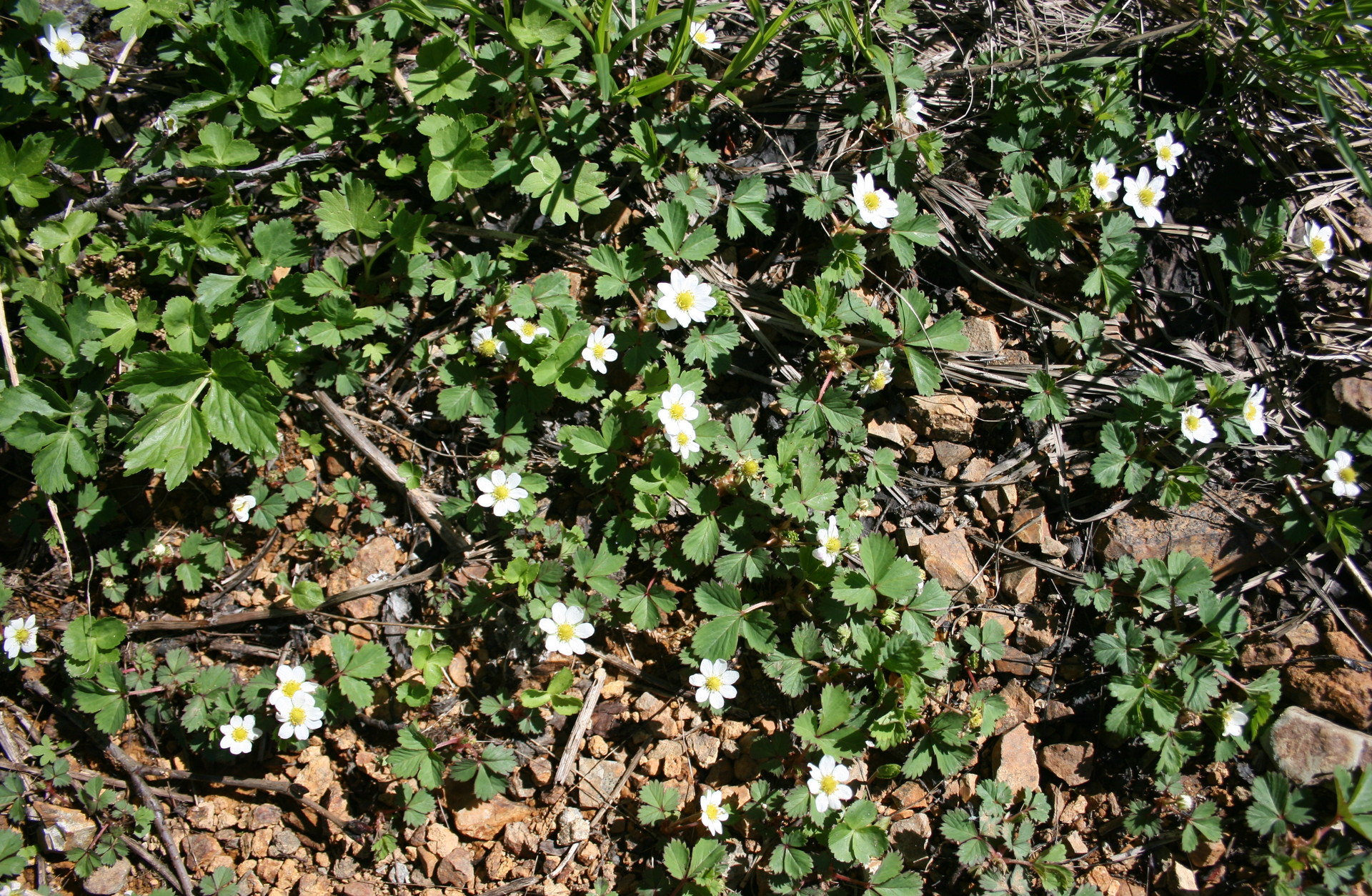
群生する様子（白山の大倉尾根）

## 食用
果実は生食する。多く採取できたときは、ジュースやジャムに加工する。